# Hrabstwo Clark (Wisconsin)
Hrabstwo Clark (ang. Clark County) – hrabstwo w stanie Wisconsin w Stanach Zjednoczonych.
Obszar całkowity hrabstwa obejmuje powierzchnię 1219,08 mil² (3157,4 km²). Według szacunków United States Census Bureau w roku 2009 miało 33 426 mieszkańców. Jego siedzibą administracyjną jest Neillsville.
Hrabstwo zostało utworzone z Crawford w 1853. Nazwa pochodzi od nazwiska George'a Rogersa Clarka.
Na obszarze hrabstwa znajdują się rzeki Black, Eau Claire, Popple, Yellow oraz 32 jezior.

## Miasta
- Abbotsford
- Beaver
- Butler
- Colby
- Dewhurst
- Eaton
- Foster
- Fremont
- Grant
- Green Grove
- Greenwood
- Hendren
- Hewett
- Hixon
- Hoard
- Levis
- Longwood
- Loyal  – city
- Loyal  – town
- Lynn
- Mayville
- Mead
- Mentor
- Neillsville
- Owen
- Pine Valley
- Reseburg
- Seif
- Sherman
- Sherwood
- Stanley
- Thorp – city
- Thorp – town
- Unity
- Warner
- Washburn
- Weston
- Withee
- Worden
- York

## Wioski
- Curtiss
- Dorchester
- Granton
- Unity
- Withee

## CDP
- Chili
- Humbird